# Душман Давид Олександрович
Давид Олександрович Душман (Давид Александрович Ду́шман; нар 1 квітня 1923, Данциг — пом 4 червня 2021, Мюнхен) — військовослужбовець Червоної армії та спортсмен, тренер радянської олімпійської збірної з фехтування. Був одним із перших визволителів концтабору Аушвіц. Механіком-водієм Т-34 брав участь у Сталінградській та Курській битвах. Заслужений тренер СРСР.

## Друга світова війна
Добровільно вступив до лав РСЧА, став механіком-водієм танка, брав участь у Сталінградській та Курській битвах. Отримав понад сорок нагород і відзнак, в тому числі орден Вітчизняної війни.
27 січня 1945 року провів свій Т-34 крізь огорожу концтабору Аушвіц-Біркенау в окупованій Польщі, почавши тим самим звільнення табору. У таборі він побачив голодних людей і гори трупів. Пізніше згадував: «ми кинули їм всі наші консерви і негайно вирушили переслідувати фашистів». За іншими даними, він був важко поранений до звільнення Аушвіца, ще наприкінці 1944-го, а звільняв в'язнів одного з інших нацистських таборів на території Польщі.
За війну був тричі важко поранений. Був одним із 69 солдатів з 12 000 чоловік своєї дивізії, які пережили війну.

## Кар'єра у фехтуванні
Ще до війни Душман був успішним фехтувальником, чемпіон Москви 1941 року. У 1951 році він став чемпіоном СРСР із фехтування на шпагах, потім — тренером клубу «Спартак». Із 1952 по 1988 рік тренував жіночу збірну Радянського Союзу з фехтування. Багато олімпійських чемпіонів пройшли його школу. Його вихованцями були чемпіонка світу 1956 року в командній першості Тамара Евплова, дворазовий олімпійський чемпіон, неодноразовий переможець та призер чемпіонатів світу Умяр Мавліханов, видатна радянська рапіристка, чемпіонка Олімпійських ігор, дев'ятиразова чемпіонка світу Валентина Сидорова. На Олімпіаді 1972 року у Мюнхені вихованці Душмана завоювали дві золоті, дві срібні та три бронзові медалі.
Томас Бах, президент Міжнародного олімпійського комітету (МОК) і колишній олімпійський чемпіон із фехтування, який представляв Західну Німеччину, згадував, що коли він зустрів Душмана в 1970 році, той «відразу ж запропонував свою дружбу і пораду, незважаючи на особистий досвід у Другій світовій війні та Аушвіц». Бах додав, що цей вчинок був «настільки глибоким людським жестом, що я ніколи його не забуду».
Душман продовжував давати уроки фехтування в місцевому клубі майже кожен день, поки йому не виповнилося 94 роки.

## Теракт у Мюнхені
Був тренером із фехтування на літніх Олімпійських іграх 1972 року, став свідком масового вбивства ізраїльських спортсменів у Мюнхені. Гуртожиток радянської команди знаходився навпроти приміщення ізраїльських спортсменів, і Душман пізніше згадував, що був в жаху від того що сталося, оскільки сам в той час дуже добре усвідомлював своє єврейське походження.

## Особисте життя
Батько Душмана був спортивним лікарем і військовим лікарем Червоної армії. У 1938 році під час Великого терору відправлений у трудовий табір за Полярне коло, де і помер десять років потому.
Протягом 1990-х років Душман кілька років жив в Австрії, перш ніж переїхати в Мюнхен. Із 1996 року до своєї смерті 4 червня 2021 року жив у Мюнхені разом із дружиною Зоєю до її смерті.

## Нагороди
- Орден Олександра Невського (20 липня 2020 року) — за великий внесок у справу збереження історичної пам'яті про події та уроки Другої світової війни[10].
- Медаль ордена «За заслуги перед Вітчизною» II ступеня (26 червня 1995 року) — За заслуги в розвитку фізичної культури та спорту і великий особистий внесок у відродження і становлення спортивного товариства «Спартак»[11].
- Орден Червоної Зірки, Слави III ступеня, Вітчизняної війни (двох ступенів), медаль «За відвагу» (двічі)[12][5].